# ジェイソン・ストッフェル
ジェイソン・アンソニー・ストッフェル（Jason Anthony Stoffel，1988年9月15日 - ）はアメリカ合衆国カリフォルニア州アゴウラ出身の右投右打のプロ野球選手（投手）。現在は、MLB・ヒューストン・アストロズに所属している。

## 経歴
2009年のMLBドラフトでサンフランシスコ・ジャイアンツにドラフト4巡目指名され入団。
2011年7月19日に、ジェフ・ケッピンジャーとのトレードでヘンリー・ソーサと共にヒューストン・アストロズへ移籍した。